# The Driver Era
A The Driver Era  egy amerikai zenei formáció, amely Rocky és Ross Lynch testvérekből áll. Mindketten a már megszűnt R5 .zenekar alapító tagjai voltak.

## Története

### 2018–jelenleg: R5 to The Driver Era,X,Girlfriend,Summer Mixtape és Obsession
2018. március 1-jén az R5 Instagram és Twitter oldala The Driver Era névre cserélődött, és az R5 összes korábbi bejegyzése törölve lett. 2018. március 2-án Ross az Instagram történetén keresztül bejelentette, hogy az együttes a továbbiakban The Driver Era név alatt fog folytatódni, testvérével Rocky-val. kiegészülve. Ugyanezen a napon, amikor a közösségi médiájuk megváltozott, bejelentették  a "Preacher Man" debütáló kislemezüket Twitteren és az Instagramon. A „The Driver Era” név Rocky és Ross beszélgetéséből származik, amikor egy buliba utaztak autóval, és a testvérek egyetértettek abban, hogy ez a név reprezentálja a zenéjüket. </link>
2018. március 16-án kiadták a "Preacher Man"-t, a videójával együtt néhány héttel később. Ezt a kislemezt az alternatív/indie zenei szcéna nagy dicséretben részesítette. A videó vallások és bűnök keverékén alapult. A "Preacher Man" kezdettől fogva a banda ikonikus dala lett, hiszen sokáig ez volt az egyetlen megjelent daluk. Azt gyanították, hogy a "Mary Jane" lesz a következő kislemezük,amit Rocky adott elő mindig, de ez soha nem jelent meg.
2018. május 25-én a The Driver Era kiadta a „Preacher Man” két remix változatát. 2018. augusztus 24-én a The Driver Era kiadott egy új kislemezt, az "Afterglow" címmel, amely eredetileg a YouTube-on jelent meg, később végül felkerült a Spotify-ra is. Ebben az időszakban a banda kiszivárogtatta saját dalát, a "My Silver Lining Is Overdue" című számot, amelyet a "Turnover" című filmben kellett volna felhasználni, amelyben a zenekar tagja és testvére, Riker Lynch is szerepel.
2018. október 26-án a The Driver Era kiadott egy új kislemezt, a "Low"-t, amit néhány hónappal később egy remix követett. A „Low” azért volt népszerű, mert ez volt a banda első hivatalos kislemeze, amelyet Rocky Lynch gitáros és producer énekelt, nem pedig Ross.
2019. március 29-én a The Driver Era kiadott egy újabb kislemezt „Feel You Now” címmel, amelyet néhány héttel később a videóklipp is követett. Ez azután történt, hogy a banda több dalt is kiszivárogtatott a "Haven't left the garage" című YouTube-videóban, köztük a "Feel You now", "Welcome To The End Of Your Life", "San Francisco" és "Scared of Heights"-ot. A 4 dal mellett volt egy névtelen dal, amelyet még nem hoznak nyilvánosságra.
2019. április 26-án a The Driver Era kiadott egy új kislemezt "Welcome to the End of your Life" címmel, amit néhány héttel később a videóklipp is követett. Ezt a dalt az együttes többször kiszivárogtatta 2019-ben egészen a megjelenésig, és elárulták, mennyire izgatta őket ez a dal a produkció során.
2019. június 13-án a The Driver Era bemutatta a "Low" című új klipjét, és bejelentette debütáló stúdióalbumát " X " címmel. Az album 2019. június 28-án jelent meg, benne a korábbi kislemezekkel és egy maroknyi új dallal, amelyeket korábban a turnén is előadtak.
2019. október 25-én a The Driver Era két kislemezt adott ki, az „A Kiss”-t és a „Forever Always”-t.
2020. április 2-án a The Driver Era újabb két kislemezt adott ki, az "OMG Plz Don't Come Around" és a "Flashdrive" című zenéket, a közelgő második albumukról, amely a pletykák szerint a nyár végén jelent volna meg és később elsősorban a a COVID-19 világjárvány miatt eltolták, mert hatással volt az együttes kreativitására.
2021. április 23-án, az MTV Friday Livestream 1. születésnapjának szentelt YouTube Live során a The Driver Era bejelentette új kislemezét, a „Heaven Angel”-t, amely a következő négy hétben jelent volna meg. Hetekkel később a banda kiadta a "#1 Fan" és a "Leave Me Feeling Confident" című dalokat, majd végül bejelentették, második stúdióalbumukat, a Girlfriendet . Ezt követte a "The Girlfriend Tour" az Egyesült Államokban, Ázsiában, Ausztráliában és Európában, 2021-ben és 2022-ben is.
2022. június 30-án a The Driver Era kiadott egy új kislemezt, a "Keep Moving Forward"-ot, amelyben Nikka Costa működik közre, később pedig egy újabb kislemezük jelent meg "Malibu" címmel 2022. július 28-án. 2022. augusztus 4-én a The Driver Era bejelentette harmadik stúdióalbumát Summer Mixtape címmel, amely 2022. szeptember 16-án jelent meg.
2023. október 20-án a The Driver Era új kislemezt adott ki, ami a  "Rumors" címet kapta. Később, 2024. február 22-én a banda kiadott egy új dalt, a "Get Off My Phone" címmel. Ezt követték egy másik kislemezzel, a „You Keep Me up at Night” címmel 2024. szeptember 4-én. A banda 2024. szeptember 25-én jelentette be negyedik stúdióalbumát, az "Obsession"-t, amit a rajongók a londoni állomásuk során QR-kód segítségével tudhattak meg. Az album megjelenése 2025. február 14-én várható.

## A zenekar tagjai

### Jelenlegi tagok
- Ross Lynch (2018-ma) – ének, ritmusgitár
- Rocky Lynch (2018–jelenleg) – szólógitár, ének

### Turné tagok
Jelenlegi
- Riker Lynch (2018-ma) – basszusgitár, háttérének
- Dave Briggs (2022-jelenleg) – dob
- Garrison Jones (2022-jelenleg) – billentyűs hangszerek, háttérének
- Ellington Ratliff (2018–2019; 2022; egyszeri 2023-ban) – dobok, (2024) ütőhangszerek, billentyűs hangszerek, háttérének

Korábbi
- Rydel Lynch (2018–2021; egyszeri 2022-ben, 2023-ban) – billentyűs hangszerek, háttérének
- Chase Meyer (2020–2021) – dob, ütőhangszerek

## Diszkográfia
| Albumok         | 4  |
| --------------- | -- |
| EP-k            | 1  |
| Live albumok    | 1  |
| Kislemezek      | 20 |
| Videóklippek    | 18 |
| Promóciós dalok | 2  |

### Stúdióalbumok
| Cím            | Az album részletei                                                                                               |
| -------------- | --- |
| X              | - Megjelenés: 2019. június 28 - Formátumok: Digitális letöltés, streaming - Kiadó: BMG                           |
| Girlfriend     | - Megjelenés: 2021. október 15 - Formátumok: CD, digitális letöltés, streaming, bakelit - Kiadó: BMG             |
| Summer Mixtape | - Megjelenés: 2022. szeptember 16 - Formátumok: CD, digitális letöltés, streaming, bakelit, kazetta - Kiadó: TOO |
| Obsession      | - Tervezett megjelenés: 2025. február 14 - Formátumok: CD, digitális letöltés, streaming - Kiadó: TOO            |

### Live albumok
| Cím               | Az album részletei                                                                                             |
| ----------------- | --- |
| Live at the Greek | - Megjelenés: 2023. december 8 - Formátumok: CD, digitális letöltés, streaming, bakelit, CD-könyv - Kiadó: TOO |

### Bővített megjelenések
| Cím                   | EP részletek                                                                            |
| --------------------- | --------------------------------------------------------------------------------------- |
| Néhány remix az X-ről | - Megjelenés: 2020. január 10. - Formátumok: Digitális letöltés, streaming - Kiadó: BMG |

### Kislemezek
| Cím                                           | Év   | Album          |
| --------------------------------------------- | ---- | -------------- |
| "Preacher Man"                                | 2018 | X              |
| "Afterglow"                                   | 2018 | X              |
| "Low"                                         | 2018 | X              |
| "Feel You Now"                                | 2019 | X              |
| "Welcome to the End of Your Life"             | 2019 | X              |
| "A Kiss"                                      | 2019 | Girlfriend     |
| "Forever Always"                              | 2019 | Girlfriend     |
| "OMG Plz Don't Come Around"                   | 2020 | Girlfriend     |
| "Flashdrive"                                  | 2020 | Girlfriend     |
| "Take Me Away"                                | 2020 | Girlfriend     |
| "Places"                                      | 2020 | Girlfriend     |
| "Fade"                                        | 2020 | Girlfriend     |
| "Heaven Angel"                                | 2021 | Girlfriend     |
| "#1 Fan"                                      | 2021 | Girlfriend     |
| "Leave Me Feeling Confident"                  | 2021 | Girlfriend     |
| "Heart of Mine"                               | 2021 | Girlfriend     |
| "Keep Moving Forward" (featuring Nikka Costa) | 2022 | Summer Mixtape |
| "Malibu"                                      | 2022 | Summer Mixtape |
| "Fantasy"                                     | 2022 | Summer Mixtape |
| "Rumors"                                      | 2023 | Obsession      |
| "Get off My Phone"                            | 2024 | Obsession      |
| "You Keep Me Up at Night"                     | 2024 | Obsession      |
| "Don't Walk Away"                             | 2024 | Obsession      |

### Promóciós kislemezek
| Cím                                                                  | Év   | Album                        |
| -------------------------------------------------------------------- | ---- | ---------------------------- |
| "Nobody Knows"                                                       | 2019 | X                            |
| "Slowdown" (The Driver Era Remix) ( Smallpools- szal és Morgxn- nel) | 2020 | Nem album promóciós kislemez |

### Vendégszereplések
| Cím         | Év   | Más előadó(k) | Album          |
| ----------- | ---- | ------------- | -------------- |
| "Cool girl" | 2018 | New Beat Fund | Chillanthrophy |

### Videóklippek
| Cím                                 | Év   | Rendező(k)                                                  | Ref.   |
| ----------------------------------- | ---- | ----------------------------------------------------------- | ------ |
| "Preacher Man"                      | 2018 | ismeretlen                                                  | [ 36 ] |
| "Feel You Now"                      | 2019 | Gordy De St. Jeor                                           | [ 37 ] |
| "Welcome to the End of Your Life"   | 2019 | Stefano Bertelli                                            | [ 38 ] |
| "Low"                               | 2019 | Ross Lynch and Gordy De St. Jeor                            | [ 39 ] |
| "Forever Always"                    | 2019 | Gordy De St. Jeor, Ross Lynch and Ryland Lynch              | [ 40 ] |
| "A Kiss"                            | 2019 | Ryland Lynch and Gordy De St. Jeor                          | [ 41 ] |
| "OMG Plz Don't Come Around"         | 2020 | Amber Robb                                                  | [ 42 ] |
| "Flashdrive"                        | 2020 | Gordy De St. Jeor                                           | [ 43 ] |
| "Take Me Away"                      | 2020 | Ross Lynch, Ryland Lynch, Gordy De St. Jeor and Rocky Lynch | [ 44 ] |
| "Places"                            | 2020 | Ross Lynch                                                  | [ 45 ] |
| "Fade"                              | 2020 | Amber Robb                                                  | [ 46 ] |
| "Heaven Angel"                      | 2021 | Gordy De St. Jeor and Ryland Lynch                          | [ 47 ] |
| "#1 Fan"                            | 2021 | Ross Lynch and Rocky Lynch                                  | [ 48 ] |
| "Leave Me Feeling Confident" (Live) | 2021 | Jesse DeFlorio                                              | [ 49 ] |
| "Heart of Mine"                     | 2021 | Riker Lynch                                                 | [ 50 ] |
| "Keep Moving Forward"               | 2022 | Tate Warner                                                 | [ 51 ] |
| "Malibu"                            | 2022 | Tate Warner                                                 | [ 52 ] |
| "Fantasy"                           | 2022 | Gordy De St. Jeor                                           | [ 53 ] |
| "Rumors"                            | 2023 | Gordy De St. Jeor                                           | [ 54 ] |
| "Get off My Phone"                  | 2024 | Gordy De St. Jeor and Ross Lynch                            | [ 55 ] |
| "You Keep Me Up at Night"           | 2024 | Gordy De St. Jeor                                           | [ 56 ] |

## Turnék

### Headline turnék
- The Driver Era Live! (2019)
- The Girlfriend Tour (2021–2022)
- Live on Tour '22 (2022)
- 2024 Tour (2024)
- X Girlfriend Tour (2024)
- Obsession Tour (2025)